# Branko Pleše
Branko Pleše (Delnice, 15 gennaio 1915 – Zagabria, 23 marzo 1980) è stato un calciatore jugoslavo.